# 766 Moguntia
766 Moguntia eller 1913 SWär en asteroid i huvudbältet, som upptäcktes 29 september 1913 av den tyske astronomen Franz H. Kaiser i Heidelberg. Den är uppkallade efter den tyska staden Mainz latinska namn.
Asteroiden har en diameter på ungefär 41 kilometer och den tillhör asteroidgruppen Eos.